# The Showdown Effect
The Showdown Effect (por vezes abreviado de TSE) é um jogo de ação 2,5D desenvolvido pela Arrowhead Game Studios em conjunto da Pixeldiet Entertainment e será publicado pela Paradox Interactive. O jogo foi anunciado em fevereiro de 2012 sob o codinome "Projeto JFK", e foi revelado durante a Games Developer Conference de 2012. O jogo foi lançado em 5 de março de 2013 através do distribuidor digital Steam. Pessoas que se inscreveram através do site oficial, ou aqueles que pré-compraram o jogo, ganharam acesso a uma versão beta fechada em 1 de fevereiro de 2013. O jogo é exclusivo para o computador pessoal e não existem planos para uma adaptação aos consoles.
O jogo possui uma forte inspiração em filmes de exploitation dos anos 1980 e 1990, com todos os personagens sendo uma mistrura de múltiplos protagonistas desses filmes. A maior parte da interação entre os personagens do jogo consiste de "one-liners" (um tipo de frase de efeito), chegando a fazer parte da mecânica do jogo. O jogo se passa em uma Tóquio futurística no ano de 2027.

## Desenvolvimento
The Showdown Effect foi desenvolvido pela Arrowhead Game Studios, mesmos criadores de Magicka. O jogo foi co-desenvolvido pela Pixeldiet Entertainment, sendo esse seu jogo de estreia no mercado. O jogo foi criado no BitSquid, o mesmo motor utilizado por War of the Roses, outro jogo publicado pela Paradox Interactive. A pré-produção do jogo deu-se início no final de 2011, com apenas uma pequena parte da Arrowhead. Em janeiro de 2012 o resto da equipe abandonou um outro projeto no qual estavam trabalhando e reuniram-se com o resto da equipe em Stockholm, dando, assim, foco integral ao Showdown Effect.
Em 8 de fevereiro de 2012, a Paradox Interactive anunciou que três novos jogos seriam revelados no GDC daquele ano, entre eles o "Projeto JFK", codinome dado ao Showdown Effect. No dia 6 de março o jogo foi revelado como sendo "um jogo 2,5D multijogador de ação no qual jogadores irão participar de batalhas mortais para ganharem fama."
Em uma entrevista para o Joystiq, Emil Englund, o Diretor de Design da Arrowhead Game Studios, disse que a ideia para The Showdown Effect veio quando estavam trabalhando junto à Paradox Interactive na criação de um jogo semelhante ao Super Smash Bros.. Além disso, o designer Johan Pilestedt, para o site The Escapist, disse considerar o jogo uma mistura entre Super Smash Bros. e GoldenEye 007 para o computador. Pilestedt continuou, comentando sobre alguns filmes que usaram de inspiração durante a criação do jogo, principalmente na área gráfica: "Está próximo de Tarantino. Seus filmes são tão violentos, mas são exagerados. Todo sangue não é sangue de verdade, é apenas água vermelha. Esses filmes de exploitation são uma grande influência na violência presente em Showdown." Pilestedt também mencionou ao entrevistador que animações presentes no filme Ghost in the Machine e no jogo Team Fortress 2 serviram de inspiração.
Englund, em entrevista para o site Strategy Informer, explicou o significado do nome do jogo, The Showdown Effect: "[...] é o momento onde duas pessoas se encontram e elas simplesmente sabem, elas tem aquele olhar e sabem que elas tem que batalhar." Falando com a Kotaku Austrália, Fredrik Wester, CEO da Paradox Interactive, comentou sobre os personagens do jogo, falando que todos eles são baseados em personagens de filmes de ação dos anos 1980, como John McClane de Die Hard, Roger Murtaugh de Lethal Weapon ou "qualquer filme de 1980 com Arnold Schwarzenegger." Cada personagem foi criado para lembrar um arquétipo da época, mas nunca tentado imitar um único personagem.
O time responsável pelo jogo decidiu não criar uma versão para os consoles, assim como não adicionar suporte a gamepad na versão para o computador. De acordo com Pilestedt, após testarem várias mecânicas diferentes para os controles, decidiram ficar somente com o teclado e mouse pois "se você possui alto dano e você acerta todas as balas, o jogo passa ser sobre quem puxou o gatilho primeiro". Devido a isso, o jogo possui um sistema onde as balas acertam o adversário somente se a retícula de mira estiver sobre o inimigo, caso o contrário as balas irão acertar apenas o cenário, tornando um sistema com o gamepad impossível. Porém, a versão apresentada durante o PAX East de 2012 possuía suporte completo ao gamepad, o qual foi removido após discussões sobre como focar mais o jogo em reflexos rápidos.

### Integração com o TwitchTV
The Showdown Effect é, possivelmente, um dos primeiros jogos a possuir embutida a habilidade de transmitir o jogo ao vivo para o site TwitchTV. De acordo com Fredrik Wester, a parceria com TwitchTV é de grande importância: "Isso é ótimo para uma empresa como a nossa, pois Twitch é tão grande e eles tem 50 milhões de usuários ou algo do tipo." Para Wester a adição faz sentido por causa da natureza do jogo, um jogador não precisa se adaptar à situação ao entrar, como é o caso em jogos de estratégia, basta sair matando. O designer Johan Pilestedt concordou, dizendo que, apesar de não achar o jogo especialmente competitivo, ele é ótimo como algo para as pessoas assistirem. Outro motivo para a adição do Twtich é por servir como uma ferramenta de aprendizado, sempre é possível aprender algo novo assistindo outra pessoa jogar, novas técnicas e novos jeitos de matar os adversários.